# Дуан, Ави
Авраа́м «А́ви» Дуа́н (ивр. אברהם "אבי" דואן‎; 17 октября 1955, Израиль — 22 сентября 2018) — израильский политик, депутат кнессета 18-го созыва от партии «Кадима». 

## Биография
Работал социальным работником.
Дуан был главой предвыборного штаба Шауля Мофаза в внутрипартийных выборах Кадимы в 2008 году, занял этот пост и в 2012 году.
Перед выборами в кнессет 18-го созыва Дуан занял 33-е место в партийном списке «Кадимы», в кнессет не прошел, так как партия получила только 28 мандатов. Однако в январе 2012 года Дуан заменил депутата Эли Афало, перешедшего на работу в Еврейский национальный фонд. Ави Дуан считался сторонником Шауля Мофаза.
Умер 22 сентября 2018 года. 